# Claudia Giovine
Claudia Giovine (* 18. Juli 1990 in Brindisi) ist eine ehemalige italienische Tennisspielerin.

## Karriere
Giovine, die im Alter von sechs Jahren mit dem Tennissport begann, spielte laut ITF-Profil bevorzugt auf Hartplatz. Insbesondere im Doppel war sie allerdings deutlich häufiger auf Sandplätzen erfolgreich. Auf Turnieren des ITF Women’s Circuit gewann sie zwölf Einzel- und 26 Doppeltitel.

## Turniersiege

### Einzel
| Nr. | Datum              | Turnier  | Kategorie   | Belag             | Finalgegnerin       | Ergebnis       |
| --- | ------------------ | -------- | ----------- | ----------------- | ------------------- | -------------- |
| 1.  | Juli 2008          | Jesi     | ITF $10.000 | Hartplatz         | Cristina Celani     | 6:2, 6:3       |
| 2.  | Februar 2010       | Portimao | ITF $10.000 | Hartplatz         | Kiki Bertens        | 3:6, 6:2, 7:61 |
| 3.  | Juli 2013          | Turin    | ITF $10.000 | Sand              | Federica di Sarra   | 4:6, 7:66, 6:2 |
| 4.  | 26. Januar 2014    | Tinajo   | ITF $10.000 | Hartplatz         | Laura Pous-Tio      | 6:3, 0:6, 6:2  |
| 5.  | 12. Oktober 2014   | Pula     | ITF $10.000 | Sand              | Janneke Wikkerink   | 6:3, 6:3       |
| 6.  | 27. März 2016      | Hammamet | ITF $10.000 | Sand              | Elena Gabriela Ruse | 6:4, 6:0       |
| 7.  | 4. September 2016  | Trieste  | ITF $10.000 | Sand              | Deborah Chiesa      | 7:5, 0:6, 6:2  |
| 8.  | 2. Oktober 2016    | Pula     | ITF $10.000 | Sand              | Alice Balducci      | 6:4, 6:3       |
| 9.  | 23. September 2018 | Monastir | ITF $15.000 | Hartplatz         | Susanne Celik       | 6:3, 6:3       |
| 10. | 16. Dezember 2018  | Monastir | ITF $15.000 | Hartplatz         | Chiara Scholl       | 6:0, 6:0       |
| 11. | 23. Dezember 2018  | Monastir | ITF $15.000 | Hartplatz         | Chiara Scholl       | 6:1, 7:66      |
| 12. | 2. November 2019   | Ortisei  | ITF W15     | Hartplatz (Halle) | Anja Wildgruber     | 4:6, 6:1, 6:1  |

### Doppel
| Nr. | Datum              | Turnier             | Kategorie   | Belag             | Partnerin               | Finalgegnerin                              | Ergebnis          |
| --- | ------------------ | ------------------- | ----------- | ----------------- | ----------------------- | ------------------------------------------ | ----------------- |
| 1.  | August 2007        | Pesaro              | ITF $10.000 | Sand              | Andreea-Roxana Vaideanu | Melisa Cabrera-Handt Carolina Gago-Fuentes | 6:4, 6:0          |
| 2.  | September 2007     | Vittoria            | ITF $10.000 | Sand              | Valentina Sulpizio      | Lucia Gatti Gabriella Polito               | 6:2, 6:1          |
| 3.  | Juli 2008          | Imola               | ITF $10.000 | Teppich           | Erika Zanchetta         | Sabrina Capannolo Christian Thompson       | 7:65, 6:4         |
| 4.  | September 2008     | Ciampino            | ITF $10.000 | Sand              | Regina Kulikowa         | Stefania Chieppa Lisa Sabino               | 6:4, 4:6, [10:7]  |
| 5.  | März 2009          | Rom                 | ITF $10.000 | Sand              | Valentina Sulpizio      | Jasmina Kajtazovic Lucia Sainz-Pelegri     | 4:6, 6:0, [10:6]  |
| 6.  | August 2009        | Gardone Val Trompia | ITF $10.000 | Sand              | Stefania Chieppa        | Stefania Fadabini Anna-Giulia Remondina    | 4:6, 6:2, [12:10] |
| 7.  | August 2010        | Monteroni d’Arbia   | ITF $25.000 | Sand              | Valentina Sulpizio      | Evelyn Mayr Julia Mayr                     | 6:2, 4:6, [10:5]  |
| 8.  | September 2010     | Mestre              | ITF $50.000 | Sand              | Karin Knapp             | Eva Birnerová Andreja Klepač               | 6, 7:5, [13:11]   |
| 9.  | Juli 2011          | Vigo                | ITF $25.000 | Hartplatz         | Justine Ozga            | Vanesa Furlanetto Aranza Salut             | 6:1, 6:3          |
| 10. | März 2012          | Antalya             | ITF $10.000 | Sand              | Anne Schäfer            | Sanaz Marand Nicola Slater                 | 6:3, 3:6, [10:7]  |
| 11. | 28. August 2013    | Bagnatica           | ITF $10.000 | Sand              | Anastasia Grymalska     | Silvia Mocciola Natasha Piludu             | 6:3 6:3           |
| 12. | 27. September 2013 | Pula                | ITF $10.000 | Sand              | Alice Matteucci         | Carolin Daniels Laura Schaeder             | 1:6, 6:3, [10:5]  |
| 13. | 5. Dezember 2013   | Duino-Aurisina      | ITF $10.000 | Sand (Halle)      | Alice Matteucci         | Anastasia Grymalska Yuliana Lizarazo       | 7:64, 6:1         |
| 14. | 3. Mai 2014        | Pula                | ITF $10.000 | Sand              | Diana Enache            | Martina Caregaro Anna Floris               | 6:2, 6:4          |
| 15. | 6. Dezember 2014   | Scharm El-Scheich   | ITF $10.000 | Hartplatz         | Nikola Fraňková         | Anna Morgina Anastassija Pribylowa         | 7:61, 4:6, [10:6] |
| 16. | 7. Februar 2015    | Glasgow             | ITF $25.000 | Hartplatz (Halle) | Corinna Dentoni         | Tara Moore Conny Perrin                    | 0:6, 6:1, [10:7]  |
| 17. | 4. April 2015      | Pula                | ITF $10.000 | Sand              | Kimberley Zimmermann    | Irina Bara Lilla Barzó                     | 7:64, 6:3         |
| 18. | 17. Juli 2015      | Imola               | ITF $25.000 | Teppich           | Xenia Knoll             | Despina Papamichail Bernarda Pera          | 7:5, 6:2          |
| 19. | 31. Juli 2015      | Rom                 | ITF $25.000 | Sand              | Despina Papamichail     | Tara Moore Conny Perrin                    | 7:64, 6:2         |
| 20. | 29. August 2015    | Woking              | ITF $25.000 | Hartplatz         | Despina Papamichail     | Harriet Dart Katy Dunne                    | 6:2, 6:1          |
| 21. | 24. Juni 2016      | Rom                 | ITF $25.000 | Sand              | Katarzyna Piter         | Andrea Gámiz Réka Luca Jani                | 6:3, 3:6, [10:7]  |
| 22. | 23. September 2017 | Pula (Sardinien)    | ITF $25.000 | Sand              | Anastasia Grymalska     | Martina Caregaro Martina Di Giuseppe       | 3:6, 7:5, [10:4]  |
| 23. | 30. September 2017 | Pula (Sardinien)    | ITF $25.000 | Sand              | Tereza Mrdeža           | Gabriela Cé Catalina Pella                 | 6:3, 6:1          |
| 24. | 4. November 2017   | Pula (Sardinien)    | ITF $25.000 | Sand              | Camilla Rosatello       | Anastasia Grymalska Hanna Posnichirenko    | 6:2, 2:6, [20:7]  |
| 25. | 17. Dezember 2017  | Hammamet            | ITF $15.000 | Sand              | Giorgia Marchetti       | Victoria Muntean Isabella Schinikowa       | 6:3, 6:1          |
| 26. | 22. September 2018 | Monastir            | ITF $15.000 | Hartplatz         | Martina Biagianti       | Nadia Echeverría Alam Anna Popescu         | 6:1, 6:2          |